# 圆纷舟蛾属
圆纷舟蛾属为舟蛾科的一个單型属，僅有褐頂斑舟蛾（Formofentonia orbifer）一個物種，分布於東洋界。褐頂斑舟蛾屬於中型的舟蛾，無外觀近似種，故辨識容易，其胸、腹與前翅近內緣大半部呈淡褐色，前翅外緣及周遭區域為黑褐色，頂角處有褐色大圓斑，為其最顯著的特徵。

## 亞種
褐頂斑舟蛾屬包含以下六個亞種，其中分布於古巽他大陸範圍的巽他亞種偶爾也會被視作獨立的物種。
- 民答那峨亞種 Formofentonia orbifer binansilang Schintlmeister, 2020 —— 民答那峨
- 巽他亞種 Formofentonia orbifer cremea Schintlmeister, 2020 —— 馬來半島中部至南部、蘇門答臘、婆羅洲、巴拉望
- 爪哇亞種 Formofentonia orbifer madena (Schaus, 1928) —— 爪哇
- 指名亞種 Formofentonia orbifer orbifer (Schaus, 1928) —— 東洋界大陸地區
- 臺灣亞種 Formofentonia orbifer rotundata Matsumura, 1925 —— 臺灣
- 蘇拉威西亞種 Formofentonia orbifer sampuraga Schintlmeister, 2020 —— 蘇拉威西與珀倫島